# Лиллехаммер
Ли́ллехаммер (также Лиллегаммер, норв. Lillehammer) — город и коммуна в губернии (фюльке) Оппланн, Норвегия.

## География
Лиллехаммер расположен к югу от города Эйер, к юго-востоку от города Гёусдал и к северу от города Йёвик (все — муниципалитеты в Оппланне), в 145 км от аэропорта Осло Гардермуэн (или в 180 км от центра Осло) и самый простой способ добраться до Лиллехаммера — по железной дороге. Время в пути — 1 час 45 мин., поезда ходят ежедневно с интервалом в 1 час. Через город проходит шоссе Е6. В Лиллехаммере относительно сухой континентальный климат.

## История
На территории города люди селились ещё с железного века. В древних сагах город упоминается как Литликаупангр (небольшое торговое место) или Литлихамарр (маленький Хамар — чтобы отличать его от города и епархии Хамар). Он также упоминается как центр местного органа самоуправления в 1390 году. В 1800-х годах здесь был оживлённый рынок, и Лиллехаммер получил права торгового города 7 августа 1827 года, на тот момент в его границах было 50 зарегистрированных жителей.
В 1973 году в Лиллехаммере израильская разведка Моссад провела операцию, ошибочно застрелив марокканского официанта Ахмеда Бучикхи, приняв его за участника теракта на Мюнхенской олимпиаде, одного из лидеров террористической группировки «Чёрный сентябрь» Хасана Али Саламеха.
В 1994 году в Лиллехаммере проводились зимние олимпийские игры. Город является общепризнанным центром зимних видов спорта.
В 2016 году в Лиллехаммере проводились зимние юношеские олимпийские игры.

## Инфраструктура
Центр города хорошо сохранился с конца XIX века, там сосредоточены деревянные строения, от которых открывается прекрасный вид на северную часть озера Мьёса (Mjøsa) и реку Логен (Lågen), окружённую горами. На центральной улице находится променад, магазины, кафе и рестораны.

## Достопримечательности
- Этнографический музей под открытым небом Маихёуген, состоящий из 185 строений
- Художественный музей
- Норвежский автомобильный музей
- Старейший в мире действующий по расписанию колесный пароход, спущенный на воду в 1856 году
- Шушёэн — горнолыжный центр и курорт, находящийся в горно-лесной местности примерно в 20 км к востоку от центра Лиллехаммера
- В 1997 в Лиллехаммере король Харальд и королева Соня открыли Олимпийский музей

### Олимпийские объекты
- Комплекс трамплинов «Лисгардсбаккен»
- Санно-бобслейная трасса Лиллехаммера[англ.]
- Арена «Håkons Hall»[англ.]
- Фристайл-центр «Kanthaugen»[англ.]

## Известные личности
- Квецинский, Михаил Фёдорович — военачальник русской императорской армии, генерал-лейтенант Генштаба. Участник Белого движения на Севере. С 1920 года жил в Лиллехаммере, где работал на городской пивоварне и водил таксомотор. Умер 31 марта 1923 года.
- Ларсен, Рейдар Торальф (1923—2012) — норвежский политик.

## Факты
- В 2012 году вышел американо-норвежский телевизионный сериал «Лиллехаммер», героем которого стал немолодой гангстер из Нью-Йорка[2]
- В 15 серии 2 сезона сериала «Металлопокалипсис» группа Dethklok приезжает в Лиллехаммер, чтобы проститься с отцом одного из участников группы